# Euminucia ligulifera
Euminucia ligulifera là một loài bướm đêm trong họ Noctuidae.